# Танкета модел 33
Танкета модел 33 (чешки Tančík vz. 33) је чехословачка танкета из периода пре Другог светског рата.

## Историја
Нова Чехословачка држава, настала 1918, наследила је од Аустроугарске само неколико старих оклопних кола Ланциа, али и импресивну војну индустрију на челу са фабриком Шкода. Почињући од нуле, 1923-1930. Шкода и Татра произвеле су мањи број оклопних аутомобила ОА-23, ОА-27 и ОА-30, а након 1930. већа пажња посвећена је развоју тенкова.
Без искуства у производњи тенкова, чехословачке фабрике почеле су са развојем танкета. Крајем 20-их година, фабрика ЦКД постала је конкурент Шкоди, и 1930. убедила је војску да купи 4 британске танкете Викерс Карден-Лојд Мк VI, обезбедивши лиценцу за њихову производњу. Унапређена верзија производила се у ЦКД 1933-1934. као Танкета модел 33. У исто време, Шкода је направила своју верзију танкете, Шкода Т-32 наоружану топом од 37 mm : произведено је свега 8 комада, који су продати краљевини Југославији.
| Производња       | до 1933 | 1934 | 1935 | 1936    | 1937            | 1938           | 1939                    |
| ---------------- | ------- | ---- | ---- | ------- | --------------- | -------------- | ----------------------- |
| ОА-23            | 9       | -    | -    | -       | -               | -              | -                       |
| ОА-27            | 15      | -    | -    | -       | -               | -              | -                       |
| ОА-30            | -       | 51   | -    | -       | -               | -              | -                       |
| Танкета модел 33 | -       | 70   | -    | -       | -               | -              | -                       |
| Шкода Т-32       | -       | -    | -    | -       | 8               | -              | -                       |
| АХ-IV            | -       | -    | -    | 50      | -               | 83             | -                       |
| ЛТ-34            | -       | -    | 20   | 30      | -               | -              | -                       |
| ЛТ-35            | -       | -    | -    | 15      | 262             | -              | -                       |
| ТНХ серија       | -       | -    | -    | 40(ТНХ) | 15(Р-2) 10(ТНХ) | 61(Р-2) 7(ЛТП) | 50(Р-2) 17(ЛТП) 24(ЛТХ) |

## Карактеристике
Након што је направила 4 копије возила Викерс Карден-Лојд Мк VI, фабрика ЦКД је побољшала возило и 1933. чехословачка војска је наручила 70 комада, који су испоручени 1934. као Танкета модел 33. Танкете су биле сличне пољским ТКС, такође заснованом на британском узору, са оклопљеном кабином која је штитила двочлану посаду. Главно наоружање био је лаки митраљез ЗБ26 од 7,92 mm за командира/нишанџију, уз још један додатни митраљез поред возача, којим се пуцало помоћу механичког (Bowden) кабла.

### У борби
Оклоп дебљине до 12 mm сматран је довољним да одбије пушчане метке на растојању већем од 50 m, и противоклопна зрна калибра 7,92 mm на растојању већем од 100 m. Танкете су успешно коришћене у пограничним сукобима са Пољском и Мађарском 1938, као и током гушења про-нацистичког устанка немачке мањине током Судетске кризе. Окупацијом Чешке 1939. Немци су заробили 40 танкета (нема података да су икад коришћене у борби), док је Словачка наследила 30, које су употребљене у борби током неуспешног словачког устанка против Немаца 1944.